# 香蕉白話
香蕉白話、香蕉白仔話、蕃薯白仔話，或簡稱香蕉白，是從日治時期至當代流傳於南台灣的平埔原住民族群秘密語，主要以臺語混雜，高雄甲仙一帶的大武壠族部落亦會混雜當地大武壠語。

## 歷史
主要流傳於沿山區域的平埔原住民族部落。漢族裔則大多沒聽過這樣的密語，學者認為是西拉雅語消失之後，漢化的平埔原住民族裔似乎另創一種獨特的溝通符號與漢語做區別。因流傳於平埔原住民族，曾被誤以為是西拉雅語或大武壠語。另一種說法是台南市楠西區香蕉山、嘉義縣竹崎鄉香蕉湖到高雄甲仙一帶也流傳此秘密語，該區與余清芳、江定等人抗日地緣有密切關係，推斷是二十世紀初台灣日治時期，台南、高雄一代的大武壠族等平埔原住民族群、漢族為抗日時所發明。
1915年7月、同年8月，及1933年臺灣南部相繼發生甲仙埔事件（又稱阿里關事件）、噍吧哖事件及小林事件，均是以臺南玉井盆地及高雄甲仙一帶大武壠族人為主軸的抗日事件。根據當前高雄小林村、阿里關至臺南六重溪一帶族人口述，抗日事件未果後，日軍對參與抗日部落進行報復行動，造成許多家族甚至部落幾近滅族、滅村，有家族因而改姓或大舉遷村，至今許多耆老決口不提當年抗日，而抗日時期所發明的香蕉白話亦因而延續下來。

## 語音
部分大武壠族部落仍可找到香蕉白話的使用者，主要在高雄市甲仙區小林村、阿里關部分耆老仍會使用，甚至杉林區匏仔寮年輕一輩族人還能以香蕉白話朗朗對話，另據係六重溪部落亦剩一位玉井遷來之潘姓耆老尚能使用，以上均為大武壠族部落。

### 小林村、匏仔寮
高雄所使用香蕉白話混雜台語或大武壠語之方式與其他地區略為不同，但在同是大武壠族部落之間有一致性，彼此能對話，以下以小林村、匏仔寮族人所提供之香蕉白話為例：
| 翻譯       | 來源語   | 原文      | 香蕉白話              |
| ---------- | -------- | --------- | --------------------- |
| 歡迎、請坐 | 大武壠語 | miunun    | misi unsun unsun      |
| 謝謝、再見 | 大武壠語 | makahanru | masa kasa hansan rusu |
| 我         | 台語     | guá       | guasua                |
| 你         | 台語     | lí        | lisi                  |
| 他         | 台語     | i         | isi                   |
| 公廨       | 台語     | kong-kài  | konson kaisai         |
| 手         | 台語     | tshiú     | tshiusiu              |

### 溝坪村
另以下為高雄內門區溝坪村勤者農場朱原順提供的台語轉為香蕉白話的發音，漢字多數以台語讀音，其轉換發音是將台語的一個原音節對應到二個祕密語音節，原音段則保留到新音節，第一個祕密語音節聲母固定為[l]，第二個祕密語音節韻核固定為[i]，與大武壠族地區轉換方式全然不同：
| 台語     | 香蕉白話                                            |
| -------- | --------------------------------------------------- |
| 我       | 賴語（luagi）                                       |
| 你       | 哩語（ligi）                                        |
| 伊       | 哩依（lii）                                         |
| 你好     | 哩語老喜（ligi lohi）                               |
| 謝謝     | 捩喜捩喜（liasi liasi）                             |
| 多謝     | 嘮弟冽是（loti liasi）                              |
| 歡迎光臨 | 鑾興龍銀農跟寧瑩（luanhin lingging longking limim） |
| 吃（唊） | 冽舌（liahtsih）                                    |
| 飯       | 蛋編（lngping）                                     |
| 睏       | 倫勤（lunkhin）                                     |
| 老爸     | 老依磊比（laui lepi）                               |
| 老母     | 老依ㄌ米（laui lubi）                               |
| 阿姐     | 依ㄚ累弟（ia liatsi）                               |
| 小弟     | 溜係累弟（liosi liti）                              |
| 大兄     | 賴弟娘哼（luati liannhinn）                         |
| 頭       | 流提（lauthi）                                      |
| 目啁     | 六味溜之（lakbi liutsi）                            |
| 嘴       | 疊刺（luitshi）                                     |
| 手       | 溜鼠（liutshi）                                     |
| 腳       | 啦欺（lakhi）                                       |

## 其他
- 苑塘话
- 豬拉丁

## 外部連結
- 消失的平埔——以西拉雅、大傑顛社為例 （页面存档备份，存于）
- 平埔族老婦示範香蕉白話的影片